# Park MGM
Park MGM, tidigare Monte Carlo Resort and Casino, är både ett kasino och ett hotell som ligger utmed gatan The Strip i Paradise, Nevada i USA. Den ägs av MGM Growth Properties och drivs av MGM Resorts International. Hotellet har totalt 2 700 hotellrum, där 292 hotellrum på de fyra högsta våningarna går under namnet Nomad Las Vegas (marknadsfört som NoMad Las Vegas) och drivs av hotelloperatören Sydell Group.
1992 köpte MGM Grand Inc. (idag MGM Resorts International) kasinot The Dunes men stängde det i januari 1993 med anledning att riva det och uppföra ett helt nytt kasino och hotell på tomten. I maj 1994 kom MGM Grand Inc. och Gold Strike Resorts överens om ett samriskföretag om att uppföra ett kasino och hotell till ett värde av $250 miljoner och som var speciellt inriktad att vara ett budgetalternativ för de besökare som inte har råd att bo på lyxhotellen utmed The Strip. Bygget inleddes i mars 1995 och bara tre månader senare köpte kasinooperatören Circus Circus Enterprises Gold Strike och tog över ledarskapet av byggprojektet. Gold Strike hade innan försäljningen velat att kasinot skulle få namnet Grand Victoria på grund av att de hade ett hotell som hette så i Illinois, MGM Grand Inc. reserverade sig mot detta och tyckte att det var för likt namnet på det redan existerande kasinot MGM Grand Las Vegas. I juli blev det offentligt att den skulle heta Monte Carlo och temat och arkitekturen skulle vara inspirerad av mikrostaten Monaco. Kasinot invigdes den 21 juni 1996 till en kostnad på totalt $344 miljoner. Den genomgick 2009 en tvångsrenovering efter att en brand bröt ut på taket och ledde till att den spred sig neråt som orsakade att de våningar högst upp drabbades av brand- och vattenskador. I och med renovering fick den högsta våningen ett nytt hotellkoncept som kallades Hotel32 (marknadsfört som HOTEL32) där hotellrummen var mer av det lyxigare slaget. Den 17 december 2016 invigdes auditoriumet Park Theater at the Monte Carlo och har en publikkapacitet på 5 200 sittplatser. Den har haft långvariga artister som Cher, Bruno Mars och Ricky Martin och kommer ha Lady Gaga där och som ska uppträda 27 tillfällen mellan december 2018 och november 2019. I juni 2016 meddelade MGM Resorts International att man skulle starta ett samriskföretag med Sydell Group om att omdesigna kasinot för $450 miljoner och att det skulle få ett nytt namn i Park MGM samt att Hotel32 skulle få namnet Nomad Las Vegas och drivas av just Sydell Group. Den 9 maj 2018 blev allt officiellt.